# Krušinec
Krušinec (ungarisch Körösény – bis 1907 Krusin[y]ec) ist eine Gemeinde im Nordosten der Slowakei mit 235 Einwohnern (Stand 31. Dezember 2024), die zum Okres Stropkov, einem Kreis des Prešovský kraj gehört.

## Geographie

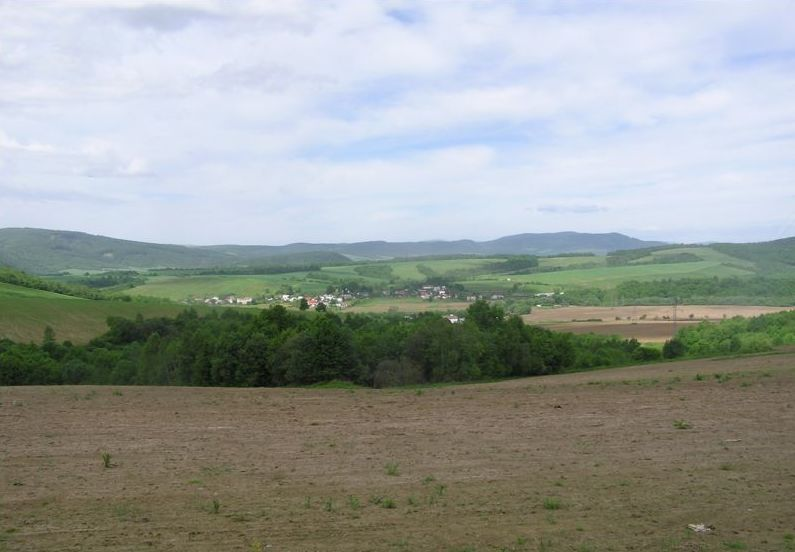
Krušinec

Die Gemeinde befindet sich in den Niederen Beskiden im Bergland Ondavská vrchovina, am rechten Ufer des Baches Chotčianka im Einzugsgebiet der Ondava. Das Ortszentrum liegt auf einer Höhe von 212 m n.m. und ist dreieinhalb Kilometer von Stropkov entfernt.
Nachbargemeinden sind Vyškovce im Norden, Chotča im Nordosten, Osten und Südosten, Stropkov im Süden und Westen und Duplín im Nordwesten.

## Geschichte
Krušinec wurde zum ersten Mal 1543 als Kevresfey schriftlich erwähnt und war Teil der Herrschaft von Makovica. Weitere historische Bezeichnungen sind unter anderen Krwsniecz (1567), Kruzyncz (1572), Krussincz (1618) und Kruschinecz (1773). 1618 standen hier sechs Häuser von Untertanen, die Wohnstätte des Schultheiß und eine Mühle.
1712–14 war Krušinec vollkommen verlassen, 1787 hatte die Ortschaft 19 Häuser und 141 Einwohner, 1828 zählte man 21 Häuser und 199 Einwohner, die als Landwirte tätig waren. Während der Winterschlacht in den Karpaten um die Jahreswende 1914/15 war der Ort kurzzeitig durch russische Truppen besetzt.
Bis 1918 gehörte der im Komitat Sáros liegende Ort zum Königreich Ungarn und kam danach zur Tschechoslowakei beziehungsweise heute Slowakei. Auch in der Zeit der ersten tschechoslowakischen Republik waren die Einwohner als Landwirte beschäftigt. Nach dem Zweiten Weltkrieg wurde die örtliche Einheitliche landwirtschaftliche Genossenschaft (Abk. JRD) im Jahr 1959  gegründet und 1964 mit Genossenschaften von Stropkov, Tisinec und Bokša fusioniert, einige Bewohner pendelten zur Arbeit in Industriegebiete in Stropkov, Svidník und Košice.

## Bevölkerung
| Jahr                | 1994 | 2004     | 2014    | 2024    |
| ------------------- | ---- | -------- | ------- | ------- |
| Anzahl der Personen | 212  | 254      | 258     | 235     |
| Unterschied         |      | +19,81 % | +1,57 % | −8,91 % |

| Jahr                | 2023 | 2024    |
| ------------------- | ---- | ------- |
| Anzahl der Personen | 233  | 235     |
| Unterschied         |      | +0,85 % |

Nach der Volkszählung 2011 wohnten in Krušinec 277 Einwohner, davon 209 Slowaken, 16 Roma, 11 Russinen, zwei Ukrainer sowie jeweils ein Pole und Russe. 37 Einwohner machten keine Angabe zur Ethnie.
182 Einwohner bekannten sich zur griechisch-katholischen Kirche, 49 Einwohner zur römisch-katholischen Kirche und acht Einwohner zur orthodoxen Kirche. Ein Einwohner bekannte sich zu einer anderen Konfession und bei 37 Einwohnern wurde die Konfession nicht ermittelt.

## Bauwerke und Denkmäler
- griechisch-katholische Kirche

## Verkehr
In Krušinec endet die kurze Cesta III. triedy 3584 („Straße 3. Ordnung“) als Abzweig der Cesta II. triedy 575 zwischen Stropkov und Chotča.